# Joseph Edamaruku
Joseph Edamaruku (urodził się 7 września 1934 w stanie Kerala, zmarł 29 czerwca 2006) – znany indyjski dziennikarz i lider indyjskiego ruchu racjonalistycznego. Ojciec Sanala, aktualnego prezesa Indian Rationalist Association (Indyjskiego Stowarzyszenia Racjonalistów) i Rationalist International.
Edamaruku był znanym racjonalistą, badaczem, autorem 173 książek i ponad dwóch tysięcy artykułów w języku malajalam. Od 1977 roku mieszkał w Delhi i reprezentował grupę prasową Kerala Sabdam jako szef ich biura.
Był redaktorem dzienników i popularnych magazynów, założył "Therali", racjonalistyczne czasopismo w języku malajalam. Publikował teksty racjonalistyczne, przemawiał na wielu spotkaniach i wpłynął na sposób myślenia całego pokolenia w Kerali. Życie poświęcił walce z indyjskim obskurantyzmem, zabobonami i ślepą wiarą. W latach 1995–2005 był prezesem Indyjskiego Stowarzyszenia Racjonalistów, jednego z największych stowarzyszeń racjonalistycznych na świecie.
Edamaruku pochodził z rodziny chrześcijańskiej obrządku syryjskiego, która dała wielu duchownych dla kościoła; już jako nastolatek określił się jako racjonalista. Został aktywistą, poślubił Soley z rodziny hinduistycznej i wystąpił przeciw małżeństwom kastowym. Był kluczową postacią w narodzinach keralskiego ruchu racjonalistów. Dwukrotnie odbywał karę więzienia - w 1970 i w 1975 w czasie stanu Wyjątkowego. W 1979 roku otrzymał międzynarodową nagrodę od American Atheists. Jego autobiografia The Times that Raised the Tempest zdobyła nagrodę Literackiej Akademii Keralskiej, jako najlepsza autobiografia w języku malajalam.
Po śmierci, zgodnie z jego życzeniem, jego oczy zostały oddane All India Institute of Medical Sciences (AIIMS). Jego ciało wystawiono w Domu Keralskim, w Nowym Delhi, gdzie tysiące ludzi oddało mu cześć. Wieczorem jego ciało zostało przekazane departamentowi anatomii AIIMS, do użytku studentów medycyny.
Najważniejsze książki:
- Cultural History of Kerala (1977),
- Christ and Krishna never lived (1981),
- Quran - a Critical Study (1982)
- Bhagavad Gita - a Critical Study (1982)
- Rationalist State (1983)
- Upanishads - a Critical Study (2004)

oraz seria 36 książek o religiach świata (1984-1987).